# Sphecozone rostrata
Sphecozone rostrata là một loài nhện trong họ Linyphiidae. Loài này được phát hiện ở Brasil.